# Арбузова Щилинка
Арбузова Щилинка — деревня в восточной части Порховского района Псковской области. Входит в состав сельского поселения «Полонская волость».
Расположена на берегу реки Щилинка (правый приток Шелони) в 12 км к северо-востоку от Порхова и в 80 км к востоку от Пскова.

## Население
| 2001 | 2002 | 2010 |
| ---- | ---- | ---- |
| 212  | ↘184 | ↘149 |